# 마달로니
마달로니(이탈리아어: Maddaloni)는 이탈리아 캄파니아주 카세르타도에 있는 코무네이다. 카세르타에서 5km 거리에 있다. 카세르타에서 베네벤토, 아벨리노로 향하는 철도 역이 존재한다.